# 濱海高速公路 (新加坡)
濱海高速公路（英語：Marina Coastal Expressway），縮寫MCE，是新加坡高速公路網中的第10條路線，也是該國首條海底高速公路及造價最貴的高速公路，於2008年動工、2013年12月開通。
該條高速公路全長5（3.1英里），東端起自加冷－巴耶利峇高速公路（KPE）與東海岸公園大道（ECP）的交流道，西端銜接亞逸拉惹高速公路（AYE），讓新加坡島東部、東北部和西部的車輛可以駛入濱海灣一帶和當地新開發的中心城區。完工後的濱海高速公路雙向各擁有5條車道，而且能合法行駛機車，路幅寬度亦為新加坡之最，目地是為了容納前往市中心的辦公樓、住宅及娛樂設施的車流，並可以直通濱海灣金融中心、濱海灣金沙、濱海灣花園、濱海南的新加坡濱海灣郵輪中心與濱海南碼頭等景點。此外，濱海高速公路與加冷－巴耶利峇高速公路的地下化路段相加之後，也構成了東南亞最長的地下行車隧道。
濱海高速公路的啟用儀式於12月28日舉辦、由交通部高級政務部長楊莉明和榮譽國務資政吳作棟共同主持，並在一天之後的12月29日投入使用。

## 興建
濱海高速公路的主體是一段約長3.5（2.2英里）的地下隧道，其餘部分則建於地面上、東段還可從公路上直接望見新加坡海峽。地下段當中又有420（460碼）建於水底下，最深點距離海床20（66英尺），與北側的濱海堤壩互呈平行，兩者間僅相隔了150（160碼），這對於隧道的施工構成很大挑戰，因為該壩隨時都要將大量的水排入南方的海域中，強大的沖刷力使得施工團隊必須設置強化的臨時護土牆來支撐未完成的結構。而且，為了不在隧道興建期間干擾堤壩正常運作，他們也得確保施工區周邊的泥土沉降尺度、附近結構及水壓沒有出現異常。
此外，全長5（3.1英里）的濱海高速公路也是新加坡最昂貴的高速公路。2009年4月28日，陸交局宣布的工程經費為41億新加坡元，遠多於初期預估的25億元。為配合濱海高速公路隧道的施建，工程團隊還需從水底挖掘泥土來進行填海，最後在隧道周邊填出了22公頃大的新生地。
當濱海高速公路開通後，其預計取代的目標對象——東海岸公園大道的西段（薛爾思橋－愛德華太子路之間）便需要作廢，當中薛爾思橋－中央林蔭道間的路段被降格為四線的普通主幹道，並稱作「薛爾思道」，而中央林蔭道、濱海林蔭道往西至愛德華太子路（即亞逸拉惹高速公路旁）之間、長1（0.62英里）的路段則將進行拆卸，以騰出空間讓市中心能向南擴張。因為東海岸公園大道在此地原先是蓋成，阻隔了都市開發。待東海岸公園大道從該區移除後，即可讓新加坡的中心商業區延展到此。

## 批評
濱海高速公路通車的12月29日是一個星期天，但車流量反而多於東海岸公園大道舊路段在工作日的流量。到了通車第二天的星期一早晨，更是發生了嚴重的交通堵塞，利用這條新公路的駕駛人也對於交通狀況抱怨連連，甚至有民眾被堵在隧道中長達一個小時。根據各方（包括陸交局本身）的意見和認知，用路人對於高速公路新走線和出口周邊街道的不熟悉是這場大塞車的重要原因。

## 出口列表
| 出口 | 銜接道路                       | 備註     |
| ---- | ------------------------------ | -------- |
| 1A   | 岌巴路                         | 僅供西行 |
| 1    | 珊頓道、麥士威路               | 僅供西行 |
| 2    | 中央林蔭道、濱海岸通道         | 僅供東行 |
| 3    | 濱海岸通道、中央林蔭道         | 僅供西行 |
| 5    | 炮台路、東海岸公園大道（樟宜） | 僅供東行 |